# نانورو

نانورو شهری در شهرستان نانورو در استان بولکیمده در بورکینافاسوی غربی مرکزی است جمعیت آن ۵۲۳۴ نفر است.